# 설종진
설종진(薛鍾眞, 1973년 6월 16일 ~ )은 전 KBO 리그 현대 유니콘스의 투수이자, 현 KBO 리그 키움 히어로즈의 감독대행이다. 그의 형은 건국대의 전 농구 선수였던 설왕진이다.

## 선수 시절

### 아마추어 시절
신일고등학교와 중앙대학교를 거쳤다. 신일고등학교 시절부터 기대주로 주목받은 그는 중앙대학교에 입학했으나, 입학 첫 해 중앙대학교 야구장에서 제초 작업을 하던 도중 화상을 입었다. 재활한 후 중앙대학교 3학년 때 예전의 명성을 되찾으며 프로 입단에는 성공했으나, 이 부상은 선수 생활 내내 그의 발목을 잡게 된다.

### 현대 유니콘스시절

#### 1996년
1996년 현대 유니콘스의 2차 2순위 지명을 받아 계약금 1억 1,000만 원의 조건으로 입단했다.
하지만 중앙대학교 시절에 당한 화상의 후유증 때문에, 외야수로는 데뷔 첫 시즌에만 뛰었다.

#### 1997년~2001년
신언호 코치의 제안으로 1997년부터 투수로 전향했다. 1997년 해태 타이거즈전에 첫 등판해 1이닝을 소화했다. 그 후 기회가 오지 않았고 2001년 현역에서 은퇴했다.

## 야구선수 은퇴 후
당시 현대 유니콘스의 2군 매니저였던 염경엽의 제안으로, 2002년부터 현대 유니콘스의 프런트로 활동했다. 현대 유니콘스가 해체된 후에는 2008년부터 히어로즈의 프런트로 재직했다.
2017년부터 넥센 히어로즈의 챌린지 투수코치 및 운영2팀장을 겸임했다.
음주운전 사건으로 사퇴한 셰인 스펜서의 후임으로 2020년부터 고양 히어로즈의 감독으로 선임됐다.
2025년 시즌 중홍원기 감독이 경질된 후 키움 히어로즈의 감독대행을 맡게 되었다.

## 출신 학교
- 서울백운초등학교
- 신일중학교
- 신일고등학교
- 중앙대학교

## 통산 기록
타자
| 연도   | 소속   | 타율  | 경기 | 타수 | 득점 | 안타 | 2루타 | 3루타 | 홈런 | 루타수 | 타점 | 도루 | 도실 | 볼넷 | 사구 | 삼진 | 병살 | 실책 | 비고 |
| ------ | ------ | ----- | ---- | ---- | ---- | ---- | ----- | ----- | ---- | ------ | ---- | ---- | ---- | ---- | ---- | ---- | ---- | ---- | ---- |
| 1996년 | 현대   | 0.143 | 9    | 7    | 1    | 1    | 0     | 0     | 0    | 1      | 1    | 1    | 0    | 1    | 0    | 1    | 0    | 0    |      |
| 통산   | 1 시즌 | 0.143 | 9    | 7    | 1    | 1    | 0     | 0     | 0    | 1      | 1    | 1    | 0    | 1    | 0    | 1    | 0    | 0    |      |

투수
| 연도 | 소속  | 방어율 | 경기 | 선발 | 완투 | 완봉 | 승리 | 패전 | 세이브 | 이닝  | 피안타 | 4구 | 탈삼진 | 실점 | 비고               |
| ---- | ----- | ------ | ---- | ---- | ---- | ---- | ---- | ---- | ------ | ----- | ------ | --- | ------ | ---- | ------------------ |
| 1997 | 현대  | 0.00   | 2    | 0    | 0    | 0    | 0    | 0    | 0      | 2     | 1      | 1   | 1      | 0    | 투수 전환 후 첫 해 |
| 1999 | 현대  | 40.50  | 2    | 0    | 0    | 0    | 0    | 0    | 0      | 2/3   | 1      | 2   | 0      | 3    |                    |
| 2000 | 현대  | 0.00   | 1    | 0    | 0    | 0    | 0    | 0    | 0      | 2/3   | 1      | 0   | 0      | 0    |                    |
| 통산 | 3시즌 | 8.10   | 5    | 0    | 0    | 0    | 0    | 0    | 0      | 3 1/3 | 3      | 3   | 1      | 3    |                    |